# Ruprechtia laxiflora
Ruprechtia laxiflora är en slideväxtart som beskrevs av Meissn.. Ruprechtia laxiflora ingår i släktet Ruprechtia och familjen slideväxter. Inga underarter finns listade i Catalogue of Life.